# Kachi-kachi Yama
Kachi-kachi Yama, letteralmente La Montagna che cigola, è una racconto del folklore giapponese che parla di un tanuki (animale mitologico giapponese derivato dal cane procione) dispettoso e omicida che alla fine paga per tutte le sue colpe.

## Storia

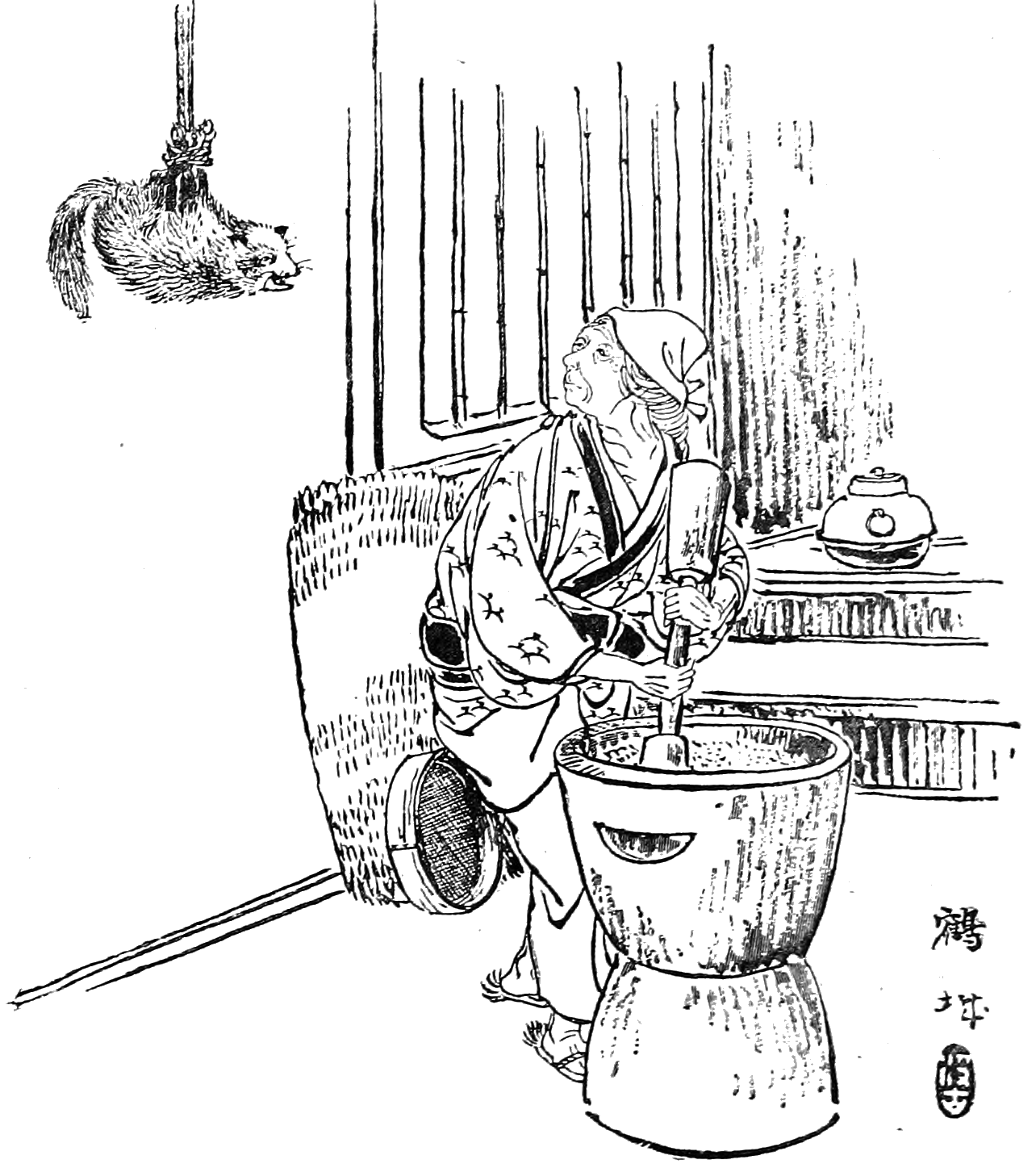
Il tanuki supplica la moglie del contadino di liberarlo

Un vecchio agricoltore cattura un fastidioso e irrispettoso tanuki nei suoi campi, il quale sgranocchia i suoi ortaggi senza permesso, e lo lega a un albero per poi ucciderlo e cucinarlo in seguito. Quando l'uomo parte per la città, il cane procione si dispera e prega la moglie del contadino che stava preparando dei mochi (un piatto di riso glutinoso) di liberarlo, promettendole che l'avrebbe aiutata. La moglie libera l'animale, ma questi la uccide e dopo aver preso le sue sembianze grazie alle sue capacità di mutaforma, usa addirittura le sue carni per farne una zuppa e servila al marito una volta tornato. Appena quest'ultimo finisce il "funesto" pasto, il tanuki riprende il suo aspetto originale e gli rivela il suo orribile gesto prima di scappare e lasciare il pover'uomo nella disperazione totale.

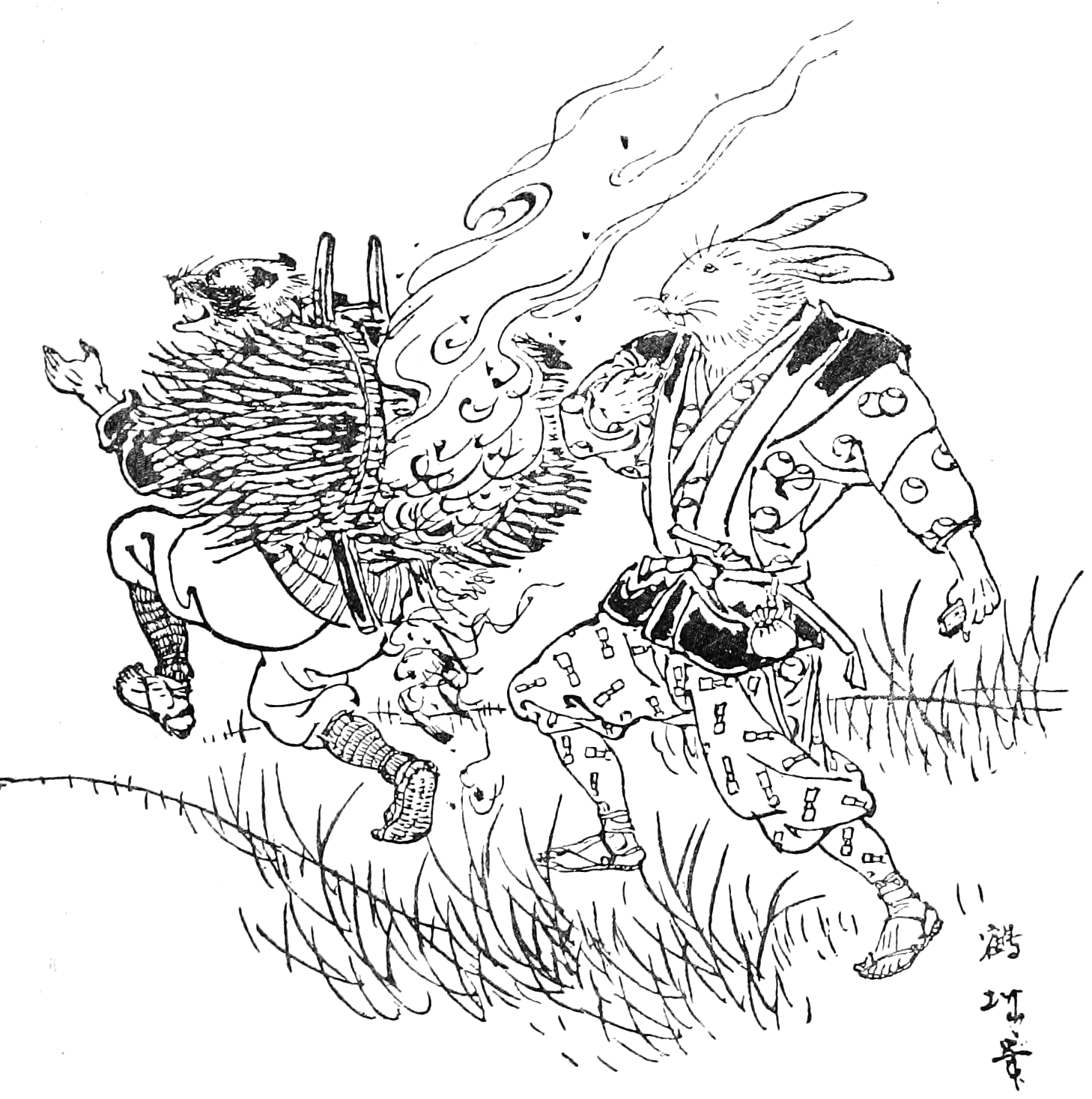
Il coniglio dà fuoco al carico di legna del tanuki

Fortunatamente un coniglio suo amico gli si avvicina e lo assicura che avrebbe vendicato la morte di sua moglie. Fingendo quindi di fare amicizia con il tanuki e con la scusa di fare un viaggio, lo tortura con vari espedienti.
Infatti quando il tanuki e il coniglio devono inizialmente trasportare un pesante carico di legna sulla schiena per accendere un fuoco per la notte durante il viaggio, il coniglio appicca del fuoco al carico di legna del cane procione che egli porta alle sue spalle. Presto, quando il crepitio raggiunge le sue orecchie, il cane procione chiede al coniglio da dove provenga il rumore e il roditore gli risponde che si tratta della montagna che cigola (da qui il titolo della storia). Successivamente il fuoco appiccato ustiona la pelle del tanuki senza ucciderlo ma lasciandogli delle gravi ferite, così il coniglio per "guarirlo" gli spalma un unguento di peperoncino peggiorando ulteriormente la sua situazione.

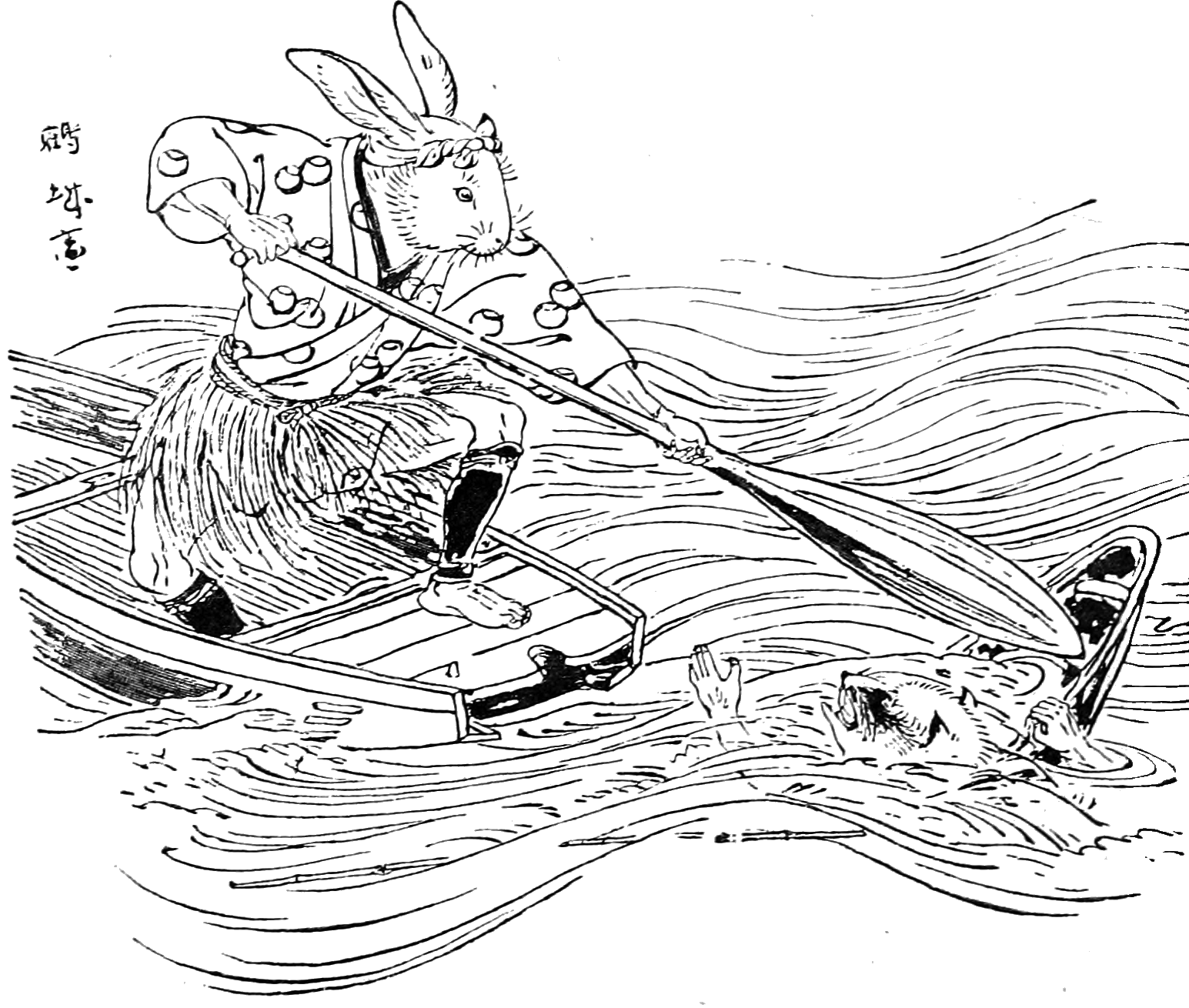
Il coniglio sconfigge il tanuki portando a compimento la sua vendetta.

Dopo che l'animale mutaforma si riprende completamente, il coniglio lo sfida ad una gara per dimostrare chi sia il migliore. In tale sfida ognuno dei due deve costruire una barca e attraversare il lago vicino a loro. Il coniglio ricava la sua barca da un tronco d'albero caduto, ma l'ottuso cane procione realizza la sua con il fango, anche se in altre versioni è il coniglio a costruirle entrambe.
All'inizio i due concorrenti sono alla pari, ma la barca di fango del tanuki inizia a dissolversi nel mezzo del lago. Mentre quest'ultimo implora aiuto, il coniglio si rifiuta affermandogli che questa è la giusta punizione per le sue orribili azioni e in altre versioni lo colpisce anche con il suo remo per assicurarsi che affondi.
Il coniglio quindi torna a casa del vecchio e gli racconta che la vendetta è stata eseguita con successo, con grande sollievo del contadino che torna a vivere serenamente assieme al suo amico.